# Voyo Goric
Voyo Goric, all'anagrafe Vojislav Govedarica (Gacko, 1940 – Los Angeles, 5 dicembre 2023), è stato un attore, stuntman e lottatore serbo naturalizzato statunitense.

## Biografia
Nato a Gacko, oggi in Bosnia all'epoca in Jugoslavia, da genitori serbi, fin da giovanissimo divenne famoso come lottatore nella nazionale jugoslava giovanile, per poi lavorare come buttafuori in discoteche e pub a Gacko e a Belgrado, dove si trasferì poco più che ventenne. Qui fu attore in alcuni film d'azione con ruoli in cui serviva un caratterista muscoloso, vista la sua mole fisica imponente. Nel 1968 venne chiamato a recitare il ruolo di Filezio nell'Odissea e in uno spaghetti western, intitolato L'uomo dal lungo fucile, nel quale interpretava un forzuto capo nativo americano. Queste furono le occasioni per farsi conoscere al di fuori del paese balcanico come attore. Lavorò quindi in Germania Est, ottenendo sempre ruoli da duro. Per anni alternò il lavoro di buttafuori con quello di attore.
Nel 1981 decise di andare negli Stati Uniti per provare a recitare ad Hollywood; notato da Sylvester Stallone per via del suo fisico imponente e della sua forza erculea, ottenuta facendo il lottatore per anni, venne chiamato a interpretare il ruolo del cinico e silenzioso sergente Yushin in Rambo 2 - La vendetta per poi lavorare accanto a Jean-Claude Van Damme in Lionheart - Scommessa vincente sempre nel ruolo del cattivo. In seguito ebbe parti di vario tipo in lavori cinematografici sia negli Stati Uniti che in ex-Jugoslavia.

## Filmografia parziale
- Rambo 2 - La vendetta (Rambo: First Blood Part II), regia di George Pan Cosmatos (1985)
- Lionheart - Scommessa vincente (Lionheart), regia di Sheldon Lettich (1991)
- Accerchiato (Nowhere to Run), regia di Robert Harmon (1993)